# Urmuz
 (mars 2018).
Si vous disposez d'ouvrages ou d'articles de référence ou si vous connaissez des sites web de qualité traitant du thème abordé ici, merci de compléter l'article en donnant les références utiles à sa vérifiabilité et en les liant à la section « Notes et références ».
Urmuz [urˈmuz], pseudonyme de Demetru Demetrescu-Buzău, aussi connu sous le nom de Hurmuz ou Ciriviș, né le 17 mars 1883 à Curtea de Argeș (Roumanie) et mort le 23 novembre 1923 à Bucarest (Roumanie), est un écrivain roumain.
Fonctionnaire et avocat de profession, il est devenu un véritable héros culte dans la scène littéraire d'avant-garde de Roumanie.

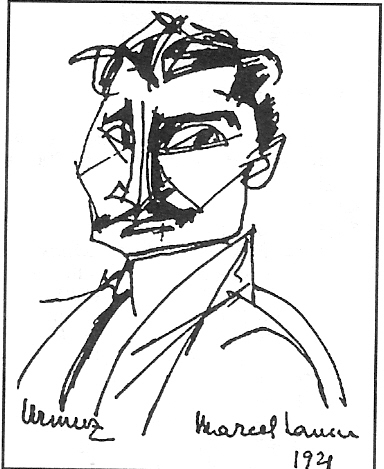
Urmuz par Marcel Janco (1921)

## Biographie
Le travail d'Urmuz est dispersé, composé de prose et de poésie absurde et a ouvert un nouveau genre dans les lettres et l'humour roumains et a captivé l'imagination des modernistes pendant plusieurs générations. Les Pages bizarres (Pagini bizare) sont largement indépendantes du modernisme européen, même si certaines ont pu être déclenchées par le futurisme ; leur valorisation du non-sens, de la comédie noire, des tendances nihilistes et de l'exploration de l'inconscient ont été maintes fois citées comme influentes pour le développement du dadaïsme et du théâtre de l'absurde. Des pièces individuelles telles que L'Entonnoir et Stamate, Ismaïl et Turnavitu, Algazy et Grummer ou Le Fuchsia sont des morceaux parodiques, traitant de créatures monstrueuses et métamorphiques dans des cadres mondains et annonçant des techniques reprises après par les surréalistes.
Le 23 novembre 1923 Urmuz s'est suicidé. Les raisons de cet acte ne sont pas claires.

## Récompenses et distinctions
- (44194) Urmuz, astéroïde.